# Dr. Strange Records
Dr. Strange Records és un segell discogràfic independent de punk rock i una botiga de discos situada a Alta Loma, a Califòrnia. Algunes dels grups que ha editat són Broken Bones, Cock Sparrer, Face to Face, Government Issue, Guttermouth, Ill Repute, Peter and the Test Tube Babies, Tank, The Partisans i Voodoo Glow Skulls.